# Tectaria schultzei
Tectaria schultzei là một loài thực vật có mạch trong họ Dryopteridaceae. Loài này được (Brause) C. Chr. miêu tả khoa học đầu tiên năm 1937.